# Нижній Вожой
Нижній Вожо́й (рос. Нижний Вожой) — присілок в Зав'яловському районі Удмуртії, Росія.
Знаходиться на правому березі річки Вожойка, правій притоці Позиму, за 2 км від її гирла. На західній околиці присілка проходить залізнична гілка до підприємств Іжевська.
Населення — 29 осіб (2010; 9 в 2002).
Національний склад станом на 2002 рік:
- удмурти — 67 %